# Erechtheion
Het Erechtheion (Oudgrieks: Ἐρέχθειον, Eréchtheion; Latijn: Erechtheum), genoemd naar de legendarische koning Erechtheus, of Tempel van Athena Polias, is een der voornaamste heiligdommen van de Atheense Akropolis, in religieus opzicht zelfs belangrijker dan het veel grotere Parthenon.
Er is in recente jaren discussie ontstaan over de identificatie van het gebouw. Er bestaat overeenstemming over dat het gebouw een tempel van Athena was, maar het eigenlijke Erechtheion lijkt elders op de Akropolis te hebben gelegen. In dat geval is de naam Erechtheion voor de tempel met de kariatiden incorrect.

## Toelichting
De tempel in Ionische stijl werd tussen 421 en 406 v.Chr. opgetrokken in Pentelisch marmer, naar de plannen van de architect Mnesicles. Een andere architect, Philocles, voltooide de bouw tussen 407 en 406, na een lange onderbreking te wijten aan de Peloponnesische Oorlog. In de Turkse tijd diende het Erechtheum achtereenvolgens als harem en als kruitmagazijn. Het gebouw werd in 1645 door blikseminslag zwaar beschadigd. De nog steeds indrukwekkende overblijfselen zijn de laatste decennia behoorlijk gerestaureerd.
Het Erechtheion werd gebouwd met de bedoeling een aantal op de noordrand van de Akropolis gelegen cultusplaatsen binnen zijn muren te verenigen, en heeft daaraan zijn grillige, "on-klassieke" vorm te danken. Bovendien is het niveau van het tempelterrein zeer ongelijk: de westzijde van het gebouw ligt ruim drie meter lager dan de oostkant.

## Structuur van de tempel
Het Erechtheion bestaat uit drie delen:
- Het hoofdgebouw is de eigenlijke tempel (afmetingen 11,6 × 22,8 m) die aan de oostzijde voor de ingang een front van zes Ionische zuilen heeft. De hoge achterwand (3 m hoger dan het front) bestaat uit een muur met grote ramen en vier ingebouwde zuilen. Dit hoofdgebouw bevatte in de oudheid twee cellae: een voor het oeroude cultusbeeld van Athena Polias (het zogenaamde Ksoanon) en één gewijd aan Erechtheus en Poseidon.
- De noordelijke hal (10 × 6,5 m) gaf toegang tot de derde cella en tot de bibliotheek. Er was ook de spleet te zien die Poseidon met zijn drietand in de rots had geslagen. Bovendien gaf de noordhal toegang tot een buiten de tempel gelegen ommuurd heiligdom (het Pandroseion) waarin zich bevonden: een altaar voor Zeus, de heilige olijfboom van Athena, het graf van koning Cecrops en een tempeltje voor diens dochter Pandrosos.
- De zuidelijke hal is de zogenaamde kariatidentribune, waarvan de zes zuilen de vorm hebben van 2,3 m hoge vrouwenfiguren wier hoofd als kapiteel dient. Deze "zuilvrouwen" noemt men kariatiden. In 1977 zijn ze vervangen door kopieën. Vijf originele bevinden zich in het nieuwe Akropolismuseum. De andere is te vinden in het Londense British Museum.

Langs de bovenwand van de gehele buitenmuur liep een 62 cm hoog fries van blauw marmer uit Eleusis, waarin witmarmeren reliëfs waren vastgehecht. Het Erechtheion wordt beschouwd als een van de fraaiste bouwwerken van de Ionische stijl.
Gebruiken van de tempel door de jaren heen:
Eerst had het als functie om Athena, Poseidon en de legendarische koning Erechteus te vereren. Later in de byzantijnse tijd werd het gebruikt als kerk ter ere van de heilige Maagd Maria, daarna functioneerde het een tijdje als paleis. Als laatste had het een functie als sekshuis voor de Turkse gouverneur.

## Afbeeldingen

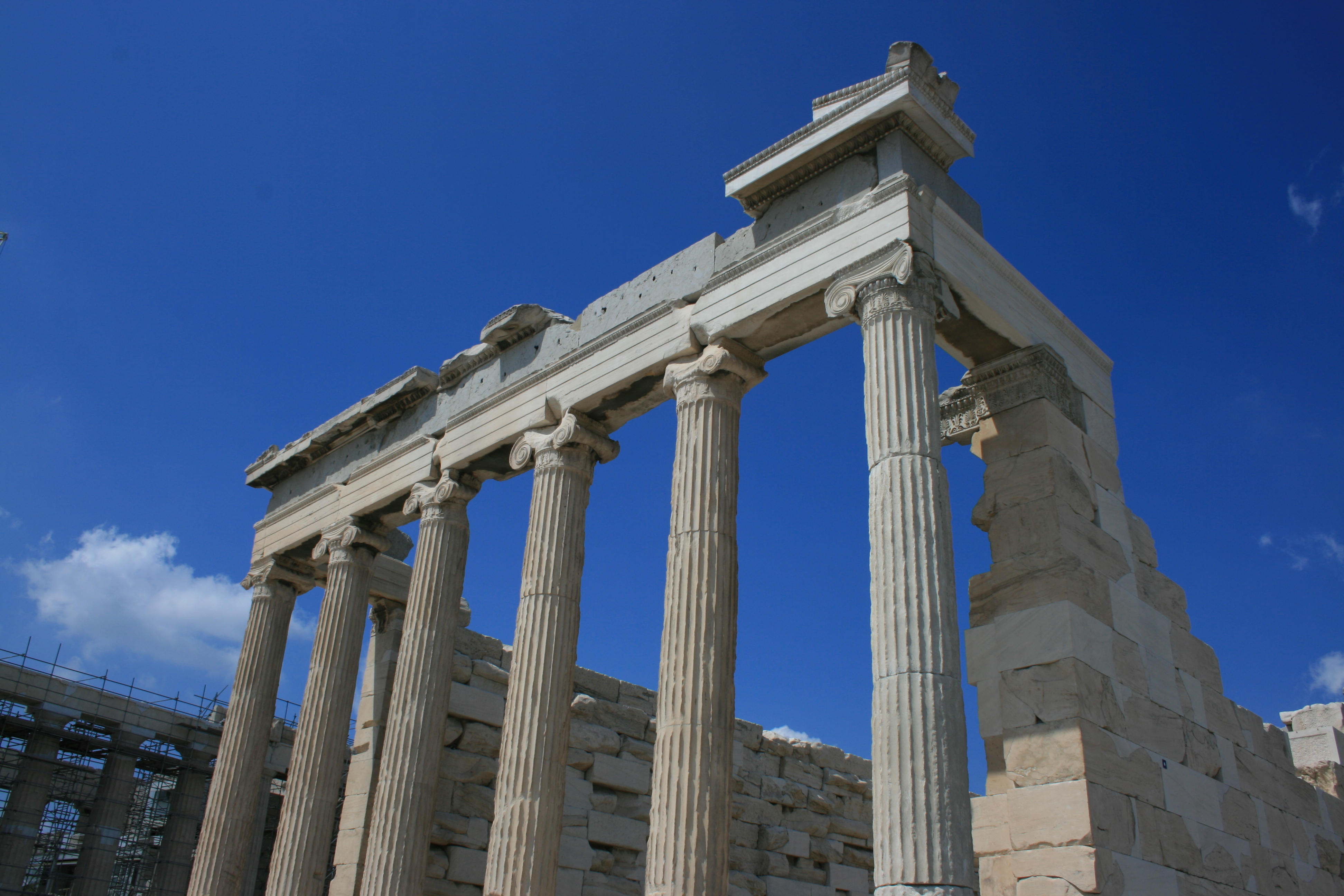
De 6 Ionische zuilen aan de oostzijde van het hoofdgebouw
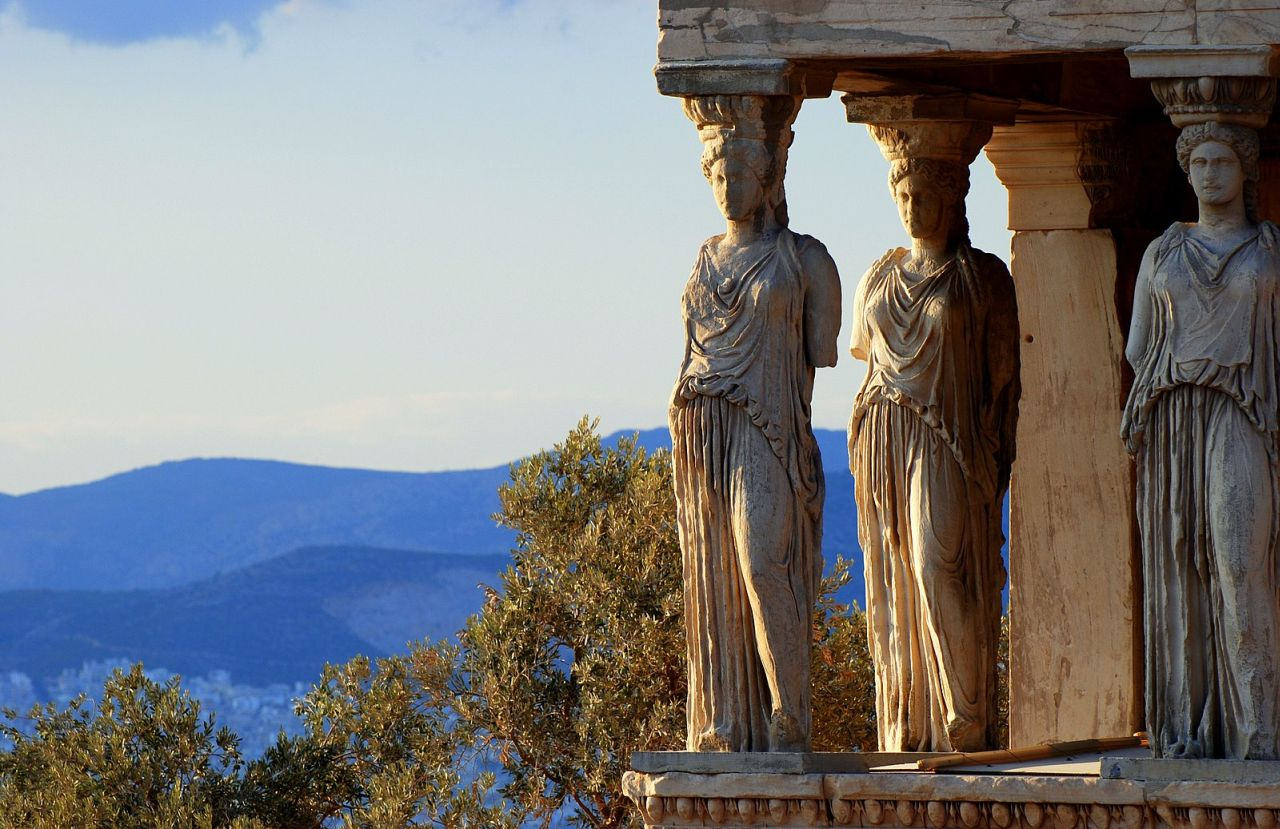
De kariatidentribune van het Erechtheion
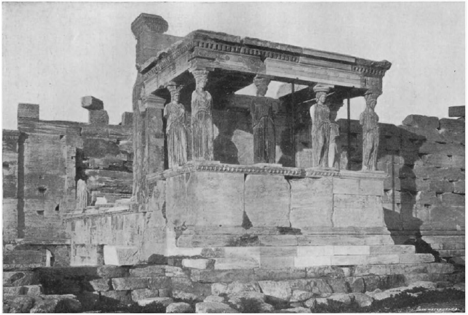
De kariatidentribune in 1905